# Caterina Cornaro (opera)
Caterina Cornaro è un'opera lirica di Gaetano Donizetti, su libretto di Giacomo Sacchero. Dopo il successo di Linda di Chamounix, Bartolomeo Merelli, l'impresario del Theater am Kärntnertor di Vienna, commissionò a Donizetti un'opera ispirata alla vita di Caterina Corner, regina di Cipro dal 1474 al 1489. Il compositore iniziò il lavoro nel 1842, lo interruppe poi per dedicarsi al Don Pasquale, e lo riprese l'estate successiva. Il debutto viennese venne però cancellato, poiché il pubblico riconobbe che il soggetto era già stato musicato l'anno precedente da Franz Lachner: Donizetti presentò allora al teatro Maria di Rohan (giugno 1843), mentre Caterina Cornaro. andò in scena per la prima volta al Teatro San Carlo di Napoli, ma andò incontro a un insuccesso, che non stupì il compositore, insoddisfatto della scelta della cantante che doveva interpretare la protagonista, Fanny Goldberg.
Nell'inverno del 1844-1845, Donizetti lavorò a una revisione dell'opera con un nuovo finale, che fu rappresentato a Parma nel febbraio 1845, con protagonista Marianna Barbieri-Nini: fu l'ultima prima di un'opera di Donizetti quando il compositore era ancora in vita.

## Interpreti delle prime rappresentazioni
| Personaggio    | Interprete (Napoli, 1844) (Direttore: Antonio Farelli) | Interprete (Parma, 1845) (Direttore: Ferdinando Orlandi) |
| -------------- | ------------------------------------------------------ | -------------------------------------------------------- |
| Caterina       | Fanny Goldberg                                         | Marianna Barbieri-Nini                                   |
| Matilde        | Anna Salvetti                                          | Luigia Zay                                               |
| Gerardo        | Gaetano Fraschini                                      | Nicola Ivanoff                                           |
| Lusignano      | Filippo Coletti                                        | Felice Varesi                                            |
| Mocenigo       | Nicola Beneventano                                     | Stefano Luciano Bouché                                   |
| Andrea Cornaro | Marco Arati                                            | Cesare Castelli                                          |
| Strozzi        | Anafesto Rossi                                         | Vincenzo Gobetti                                         |
| Un cavaliere   | Domenico Ceci                                          |                                                          |

## Trama

### Prologo
Venezia. Il matrimonio fra Caterina e Gerardo viene interrotto inaspettatamente dall'ambasciatore Mocenigo, che comunica al padre della sposa che il Consiglio dei Dieci ha stabilito che Caterina dovrà sposare il re di Cipro Lusignano. Gerardo medita allora di rapire l'amata, ma Mocenigo terrorizza Caterina con la notizia che un'azione simile avrebbe avuto come conseguenza la condanna a morte di Gerardo: la donna non può far altro che mentire all'amato e dirgli che non lo ama più. Gerardo parte sconvolto.

### Atto I
Nicosia. Il piano di Mocenigo prevede una rivolta per far sì che Venezia assuma il controllo dell'isola, e l'uccisione di Gerardo. Lusignano si è intanto reso conto che il suo matrimonio con Caterina non è altro che una mossa politica del Consiglio dei Dieci.
Una banda di sgherri si prepara a tendere un'imboscata a Gerardo, che viene però salvato dall'intervento del re. Il giovane non riconosce subito il sovrano, e gli rivela i suoi sentimenti per Caterina e il suo dolore per il suo "tradimento"; poi però, quando viene a sapere che sta parlando col re in persona, si vergogna delle sue parole e chiede perdono. Lusignano e Gerardo si giurano amicizia, e Gerardo promette di proteggerlo contro la congiura.
Lusignano, debole e ammalato, rivela a Caterina che ha saputo da Gerardo del suo passato; arriva proprio Gerardo, e i due innamorati possono chiarirsi. Caterina spiega al giovane perché, per ragioni politiche, ha dovuto rifiutarlo. Gerardo a sua volta informa Caterina della congiura per eliminare Lusignano, ma in quel momento arriva Mocenigo. L'ambasciatore vorrebbe che la stessa Caterina entri a far parte della congiura, ma interviene lo stesso Lusignano, che dichiara guerra a Venezia.

### Atto II
Gerardo, fedele alla promessa data al re, ha scelto di schierarsi contro i Veneziani; le dame di corte, terrorizzate, assistono alla battaglia. Caterina è raccolta in preghiera, e riceve la lieta notizia della vittoria di Cipro; la sua gioia però dura poco: entra Lusignano, morente, sorretto da Gerardo. Il re muore, non prima però di aver affidato le sorti del popolo alla sposa. L'opera si conclude con un vibrante discorso patriottico di Caterina (che va inserito nel contesto risorgimentale che preludeva ai moti del 1848).

## Struttura musicale
- Sinfonia

### Prologo
- N. 1 - Introduzione, Cavatina di Mocenigo e Stretta Salve, o beati, al giubilo - Dell'empia Cipro il popolo - Sprezza, o padre, e fede e onore (Coro, Caterina, Andrea, Matilde, Gerardo, Mocenigo)
- N. 2 - Coro e Aria di Caterina Or che l'astro in mar si cela - Ah! vieni, t'affretta
- N. 3 - Duetto fra Gerardo e Caterina Spera in me, della tua vita

### Atto I
- N. 4 - Aria di Mocenigo Credi che dorma, o incauto (Mocenigo, Strozzi)
- N. 5 - Cavatina di Lusignano Da che a sposa Caterina
- N. 7 - Coro e Duetto fra Gerardo e Lusignano Siccome veltri per le foreste - Guarda, o re, dagli occhi miei (Coro, Strozzi, Gerardo, Lusignano)
- N. 8 - Coro e Aria di Lusignano Gemmata il serto, giovine - Non turbarti a questi accenti
- N. 9 - Finale II Da quel dì che lacerato (Gerardo, Caterina, Mocenigo, Lusignano)

### Atto II
- N. 10 - Aria di Gerardo Io trar non voglio campi ed onori (Gerardo, Cavaliere, Coro)
- N. 11 - Coro e Aria Finale di Caterina Oh ciel! che tumulto! che fieri lamenti! - Pietà, o Signore, ti muovano - Non più affanni, o miei genti, e preghiere (Coro, Caterina, Gerardo, Lusignano)

## Discografia
| Anno | Cast (Caterina Cornaro, Gerardo, Lusignano, Andrea Cornaro, Mocenigo, Strozzi, Matilde)                                          | Direttore, Orchestra e Coro | Etichetta |
| ---- | --- | --- | --- |
| 1972 | Montserrat Caballé, José Carreras, Lorenzo Saccomani, Enric Serra, Maurizio Mazzieri, Neville Williams, Anne Edwards             | Carlo Felice Cillario, Orchestra e Coro London Symphony (Registrato in concerto presso la Royal Festival Hall, 10 luglio)                                                  | LP: UORC 119 MRF 99-S CD: Opera d'Oro OPD-1266 Foyer CF 2048                                                 |
| 1972 | Leyla Gencer, Giacomo Aragall, Renato Bruson, Luigi Risani, Plinio Clabassi, Fernando Jacopucci, Eva Ruta                        | Carlo Felice Cillario, Orchestra e Coro del Teatro San Carlo (Registrato dal vivo al Teatro San Carlo di Napoli, 28 maggio)                                                | LP: UORC 120 MRF 96-S Estro Armonico EA 049 CD: Memories HR 4448/49 Myto MCD 921.53                          |
| 1973 | Montserrat Caballé, Giacomo Aragall, Ryan Edwards, Claude Méloni, Gwynne Howell, Gérard Friedman, Odile Pietti                   | Gianfranco Masini, Orchestra e Coro ORTF (Registrato in concerto, Parigi, Salle Pleyel, 25 novembre)                                                                       | LP: Rodolphe Productions RP 12474/5 CD: Rodophe RPC 32474/5 Phoenix PX 505.2 Première Opera Ltd. CDNO 1592-2 |
| 1973 | Leyla Gencer, Giuseppe Campora, Giuseppe Taddei, Samuel Ramey, James Morris, John Sandor, Maria Di Giglio                        | Alfredo Silipigni, Orchestra e Coro dell'Opera del New Jersey (Registrato in concerto alla Carnegie Hall, New York, 15 aprile)                                             | CD: On Stage 4701                                                                                            |
| 1974 | Margherita Rinaldi, Ottavio Garaventa, Licinio Montefusco, Guido Mazzini, Gianni Socci, Lodovico Malavasi, Anna Maria Balboni    | Elio Boncompagni, Orchestra e Coro della RAI di Torino (Registrato alla RAI, Torino, 30 agosto)                                                                            | CD: Bongiovanni BG 2410/11-2                                                                                 |
| 1995 | Denia Mazzola Gavazzeni, Pietro Ballo, Stefano Antonucci, Marzio Giossi, Giorgio Giuseppini, Renzo Casellato, Giuseppina Cortesi | Gianandrea Gavazzeni, Orchestra "I Pomeriggi Musicali" di Milano e Coro del Teatro Donizetti di Bergamo (Registrato dal vivo al Teatro Donizetti di Bergamo, 21 settembre) | CD: Agorà Musica AG 046.2                                                                                    |
| 1998 | Julia Migenes-Johnson, Alan Oke, Jeffrey Carl, Glenville Hargreaves, Richard Van Allan, Timothy Evans-Jones, Elizabeth Bond      | Richard Bonynge, British Youth Opera Orchestra, Vasari Singers (Registrato in concerto presso la Queen Elizabeth Hall, Londra, 28 giugno)                                  | CD: Hellenic Centre 001/002                                                                                  |
| 2013 | Carmen Giannattasio, Colin Lee, Troy Cook, Graeme Broadbent, Vuyani Mlinde, Loïc Félix, Sophie Bevan                             | David Parry, BBC Symphony Orchestra e BBC Singers (Pubblicato nel 2013, da prove e spettacoli dal vivo del 2011)                                                           | CD: Opera Rara ORC 48                                                                                        |